# The Romantics
The Romantics sind eine US-amerikanische Band, die 1977 in Detroit von Mike Skill, Wally Palmar, Richie Cole und Jimmy Marinos gegründet wurde. Ihr größter Hit war Talking in Your Sleep.

## Bandgeschichte
1978 kam die erste Single Little White Lies auf den Markt. Nachdem der Rockkritiker Greg Shaw auf sie aufmerksam geworden war, konnte im selben Jahr noch eine Single (Tell It to Carrie) veröffentlicht werden.
Das Debüt-Album The Romantics erschien 1980. Es kam überraschend bis auf Platz 61 der US-Alben-Charts, was dem zweiten Album National Breakout (auch 1980) noch nicht einmal ansatzweise gelang.
Auf der Produktion Strictly Personal von 1981 war statt Skill der Gitarrist Coz Canler zu hören. 1983 kam Skill aber wieder zurück und ersetzte Cole. Im selben Jahr konnten die Romantics mit dem Album In Heat und den dazugehörigen Singles Talking in Your Sleep und One in a Million (1984) ihre größten Erfolge nicht nur in den USA, sondern auch in Europa verbuchen. Auf dem Album war traditioneller Rock ’n’ Roll im Stil von Little Richard zu hören.
Trotz des großen Erfolgs verließ Marinos die Band, als Ersatz kam David Petratos. Er spielte zum ersten Mal auf Rhythm Romance (1985). Das Album war bei weitem nicht so erfolgreich wie sein Vorgänger. Als Single wurde Test of Time ausgekoppelt.
1990 stieß der Ex-Blondie-Drummer Clem Burke zu den Romantics – als Ersatz für Petratos, der ausgestiegen war. Burke debütierte auf der EP Made in Detroit.
1996 tourte die Band wieder mit Marinos als Drummer, doch schon 1997 wurde er wieder durch Burke ersetzt. In dieser Zeit entstanden diverse Live-Alben. 2003 kam ein weiteres Studio-Album auf den Markt: 61/49.
Die Glam-Metal-Band Poison nahm 2006 eine Coverversion des Liedes What I Like About You auf, die 2007 auf dem Album Poison’d! veröffentlicht wurde.

## Diskografie

### Alben
- 1980: The Romantics
- 1980: National Breakout
- 1981: Strictly Personal
- 1983: In Heat
- 1985: Rhythm Romance
- 1993: Made in Detroit (EP)
- 1996: The King Biscuit Flower Hour Presents: The Romantics Live in Concert
- 2003: 61/49

### Singles
- 1980: What I Like About You
- 1983: Talking in Your Sleep
- 1984: One in a Million
- 1985: Test of Time